# Fred Duval

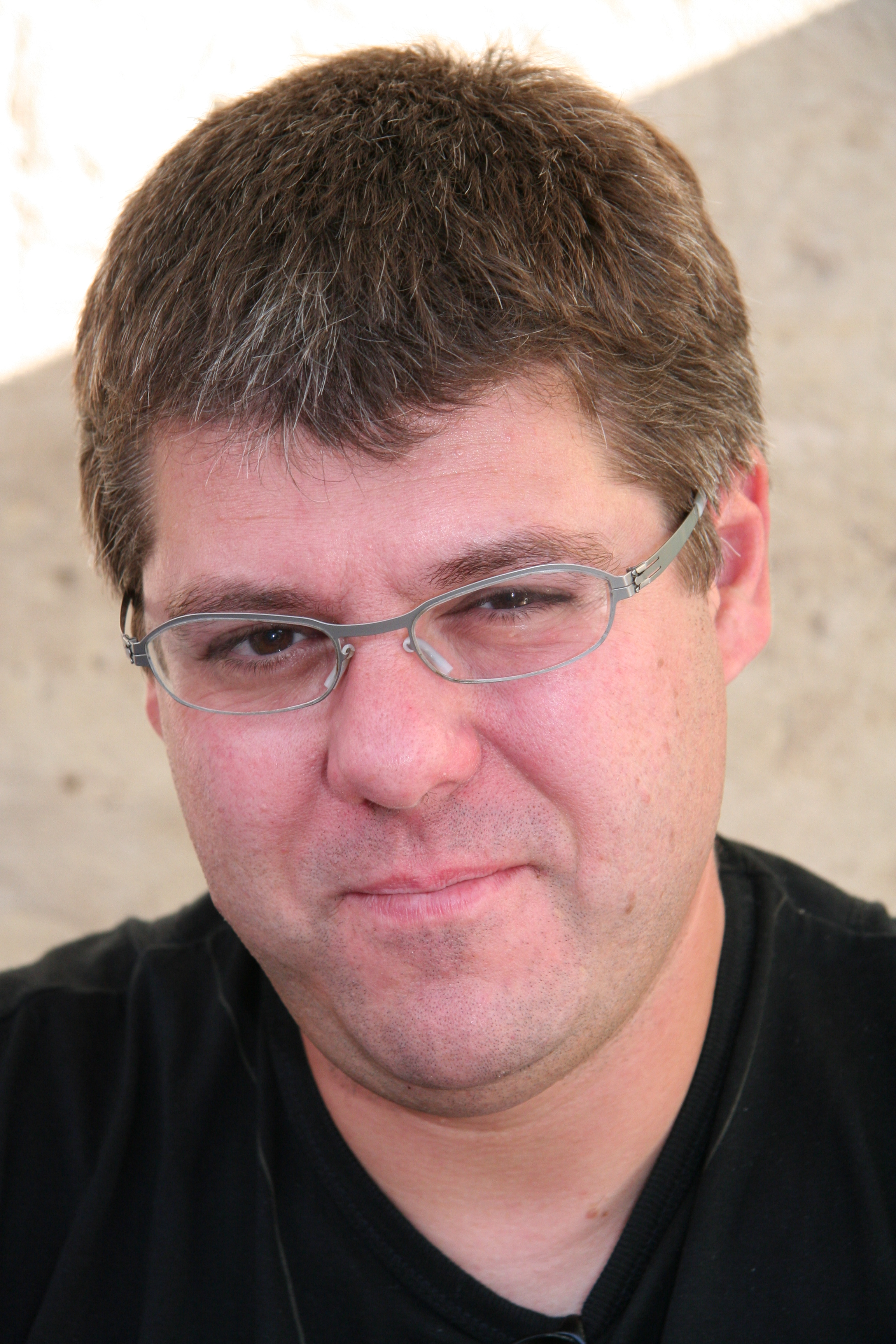
Duval (2007)

Frédéric „Fred“ Duval (* 5. Januar 1965 in Rouen) ist ein französischer Comicautor.

## Leben
Fred Duval wurde 1965 in Rouen geboren. In den 80er Jahren spielte er Gitarre in einer Rockband, später studierte er Geschichte. Anfang der 90er Jahre schrieb er erstmals Szenarios für Comics. Seine Comicstreifen Fish’n’Ship (Zeichnungen von  Luc Turlan) erschienen in zahlreichen regionalen Tageszeitungen.
Im Jahr 1995 veröffentlichte Duval sein erstes Comic-Album, 500 Gewehre (im Original: 500 fusils) mit Fabrice Lamy und Thierry Cailleteau, eine Western-Parodie. Noch im selben Jahr übernahm er von Olivier Vatine die Serie Carmen Mc Callum, die er gemeinsam mit dem Zeichner Gess fortführte. Im selben Universum verfasste Duval mit wechselnden Zeichnern zahlreiche weitere Serien, wie Travis (mit Christophe Quet), Code Mc Callum (mit Didier Cassegrain) und Carmen + Travis.
Im Oktober 2016 erschien im Rahmen der Reihe XIII Mystery ein Band von Duval, gezeichnet von Corentin Rouge.
Auf dem Internationalen Comic-Festival von Chambéry wurde Duval 2019 gemeinsam mit Didier Cassegrain für Les Nymphéas noirs mit dem Preis für das beste Album des Jahres ausgezeichnet.

## Werke
- 1995: Wayne Redlake: 500 fusils (deutsch: Wayne Redlake: 500 Gewehre), mit Fabrice Lamy und Thierry Cailleteau, ein Band, auf Deutsch im Ehapa-Verlag unter dessen Label Feest Comics erschienen
- seit 1995: Carmen Mc Callum, mit Gess und Emem, siebzehn Bände, teilweise auf Deutsch bei Bunte Dimensionen erschienen
- seit 1997: Travis, mit Christophe Quet, vierzehn Bände, auf Deutsch bei Bunte Dimensionen erschienen
- 1999–2003: Lieutenant Mac Fly, mit Jean Barbaud, drei Bände
- 1999–2003: Gibier de potence (deutsch: Die Galgenvögel), mit François Capuron und Fabrice Jarzaguet, vier Bände, auf Deutsch bei Bunte Dimensionen erschienen
- 2003–2005: Carmen + Travis, mit diversen Zeichnern, zwei Bände
- seit 2004: Hauteville House, mit Thierry Gioux und Christophe Quet, siebzehn Bände, auf Deutsch bei Finix Comics erschienen
- 2006–2009: Code Mc Callum, mit Didier Cassegrain, fünf Bände
- seit 2010: Jour J, mit Jean-Pierre Pécau und Fred Blanchard, neununddreißig Bände
- 2016: XIII Mystery: Band 10 – Calvin Wax, mit Corentin Rouge, auf Deutsch im Carlsen Verlag erschienen